# Habban
Habban (arapski: حبان), je drevni gradić na jugu Jemena, udaljen oko 120 km jugoistočno od glavnog pokrajinskog grada Ataqa, i oko 140 km od luke na Indijskom oceanu Mukalla. 
Habban je uz obližnji Azzan jedan od najpitoresknijih gradića u muhafazi Šabvi, s karakterističnim visokim kućama od nepečene gline obojenijih vapnom. Leži na makadamskoj cesti koja povezuje gradove; Al Baida - Azzan - Bir Ali – Mukalla. Nekoć je tom rutom išao i važni karavanski Put tamjana iz Omana za Sredozemlje, zbog tog je Habban u prošlosti bio važna usputna postaja i trgovište većeg značenja nego što je to danas. U Habbanu i okolici (Vadi Haban) je sve do 1948. živjela jedna mala kolonija oko 3000 Židova, koji su se uglavnom bavili izradom predmeta od srebra, oni su se 1948. većinom iselili u Izrael. I danas je Habban poznat po nakitu od srebra. Habban leži u dolini Vadi Habban, u njoj se nalaze ostatci antičke brane - Kureif Habban (Brana Habban), koja je služila za akomulaciju oborinskih voda iz Vadi Habbana. Ta brana bila je 150m duga a 100 m široka, s tunelom iskopanim u stijeni, 30 m dugim i 3 m širokim, po kojem je voda dolazila do brane.

## Povijest
Habban je u prošlosti bio jedno od sjedišta Vahidskog sultanata Balhaf (od 1830. – 1967.), nakon što je 1830. podijeljen u četiri sultanata; Vahidski sultanat Azzan, Vahidski Vilajet Bir Ali, Vahidski Sultanat Haban i Vahidski Sultanat Balhaf. 
Vahidski sultani potpisali su neformalni sporazum o zaštiti s Britanijom 1888. godine i postali dio Protektorata Aden, sve do 1917., on je bio dio Zapadnog Adenskog protektorata od 1917. – 1937. a potom Istočnog Adenskog Protektorata (1937. – 1961.). Vahidski Sultanat, ukinut je 1967. kad je osnovana Narodna Republika Južni Jemen, koja se ujedinila s Sjevernim Jemenom 22. svibnja 1990. u današnju državu Republiku Jemen.

## Gospodarstvo
Danas se malobrojni stanovnici Habbana bave trgovinom i poljoprivredom. U novije vrijeme provode se veliki istražni radovi u okolici grada, tako je 2005. austrijska kompanija OMV pronašla na lokaciji Habban 1 (blok S 2) na dubini od 3020 metara, naftno nalazište, sastabilnim protokom od 500 barela dnevno

## Vanjske poveznice
- Fotografije iz Hammara